# Bahamatornuggla
Bahamatornuggla (Tyto pollens) är en förhistorisk utdöd fågel i familjen tornugglor inom ordningen ugglefåglar. 
Fågeln levde i de gamla tallskogarna på ön Andros i Bahamas. Den var mycket stor, nära en meter hög, flygoförmögen och häckade i hålor. Den är känd från subfossila benlämningar funna i grottor. Där har man också hittat resterna av vad som troligen var dess huvudsakliga föda, stora endemiska gnagare i släktet Geocapromys. När ön koloniserades på 1500-talet levde ugglan jämsides med människan fram till dess att skogarna fälldes, en trolig orsak till att den dog ut.
Bahamatornugglan kan ha utgjort inspirationskälla för legenden om chickcharney, en nattlevande och illasinnad imp med tre tår och som kunde vrida huvudet 360°. Enligt legenden skulle den som störde chickcharneyn drabbas av stor olycka.